# 胆沢ダム
胆沢ダム（いさわダム）は、国土交通省東北地方整備局が岩手県奥州市、一級河川・北上川水系胆沢川に建設し管理している特定多目的ダムである。
1953年（昭和28年）に完成した石淵ダムの約2.0km下流に建設されたロックフィルダムで、堤高132.0mは東北地方に建設された多目的ダムの中では最も高く、堤体積は全国第2位・堤体長は国内最長723mの全国屈指の巨大ダムである。
2013年（平成25年）11月16日に完成した。
完成に伴って「日本で最初に着手されたロックフィルダム」石淵ダムは完全に水没することになった。

## 沿革
北上川の河川総合開発事業は「北上川上流改訂改修計画」・「北上特定地域総合開発計画」に基づき5箇所の多目的ダムを建設する「北上川五大ダム計画」が大きな柱であった。
その口火を切ったのが田瀬ダム（猿ヶ石川）であり1938年（昭和13年）より事業に着手。続いて石淵ダムが胆沢川に1947年（昭和22年）より事業着手しており1953年に完成。5大ダムの第1号となった。その後田瀬ダムが1954年（昭和29年）、湯田ダム（和賀川）が1964年（昭和39年）、四十四田ダム（北上川本川）が1968年（昭和43年）に完成。最後となった御所ダム（雫石川）も1981年（昭和56年）に完成し、北上川総合開発事業（KVA）は40年目にして完結を見た。
だが、5大ダムの第1号石淵ダムは灌漑を重視して建設された経緯があるために有効貯水容量が小さく治水機能については十二分とは必ずしも言えず、加えて胆沢川の小出水が多い事から完成当初からゲート放流が頻繁に行われ、昭和30年代には年間200～300回に及ぶ放流が実施されていた。昭和50年代には年間70回程度にまで減少したものの他のダムに比べ放流回数が多いため、より安定した洪水調節機能の強化が不可欠となった。また、日本で最初に施工開始されたロックフィルダムで、且つコンクリートフェイシングフィルダムであった石淵ダムはコンクリート遮水壁の劣化・沈下が起こっており、堤体を強化・安定化させるためにはダムの改造が求められるようになった。
これらの事情から石淵ダム再開発事業が検討された。1967年（昭和42年）に先ず「石淵ダム嵩上げ計画」が検討されたが、堤体嵩上げよりも本格的な再開発として直下流に大規模なダムを建設する方向性が生まれた。

## 目的・建設のあゆみ・規模等
この結果1973年（昭和48年）に「胆沢川総合開発事業」として新石淵ダム建設事業が計画された。その後ダム名は新石淵ダムから河川名・所在地名を採り「胆沢ダム」へと変更された。
堤高は127.0mと北上川水系では最大規模であり、総貯水容量・湛水面積は玉川ダム（玉川）・津軽ダム（岩木川）・田瀬ダムに次ぐ大規模なダムである。ダム建設に伴い42世帯の住民が移転を余儀なくされ、加えて尿前温泉が水没する事から補償交渉は難航。1990年（平成2年）には水源地域対策特別措置法の指定を受け、補償に伴う補助金・嵩上げ等移転者生活再建のための手厚い対策を提案し、1992年 (平成4年) 2月、補償交渉は妥結し、調印にこぎつけた。
補償交渉と並行して、1989年（平成元年）9月環境アセスメント手続き終了・1990年5月（平成2年）ダム建設基本計画告示がなされ、補償交渉妥結調印後、本格工事に着手する。1993年2月（平成5年）付替国道397号建設工事着手・1998年6月（平成11年）胆沢川転流トンネル工事開始等を経て、1999年6月基本計画の変更告示がなされ、完成が平成25年度に、総事業費が1360億円から2440億円に変更になった。2003年1月（平成15年）堤体基礎掘削工事開始・2005年10月（平成17年）堤体盛立工事開始・2006年10月（平成18年）洪水吐き打設が開始された。
ダム型式は、中央土質遮水壁型ロックフィルダムである。中心に水を通しにくい粘土層（コア）を配し、次に粘土層が流失しないために砂利層（フィルター）・その外側に二層の巨石層（ロック）を配する胆沢ダムの、設計堤体積は1350万m3であり、国内では2008年10月に完成した徳山ダム（岐阜県）の1370万m3に次ぐ第2位、堤体高さは132mで国内第11位、堤体長は723mで国内第1位（徳山ダムの1.7倍、黒部ダムの1.5倍）の巨大ダムである。
洪水吐きは、ダム湖の規定水位を越えた分の水は、洪水吐きゲートを通り流下する自然調整方式であり、常用水位が常に維持される。また、台風や集中豪雨等による急激な水位上昇の時は、洪水吐きの流入部の右壁（117M）を乗り越えて、水が流下する横自由越流方式を採用している。(計画最大放流量350㎥/s)
胆沢ダムの建設の目的は、1）胆沢川流域及び奥州・一関市間の北上川の洪水調節、2）胆沢川流域農地への既得水利権分の不特定利水、胆沢川流域農地の新規灌漑、3）水沢区・江刺区等下流域への上水道供給、4）胆沢川の水位の安定、5）石淵ダム完成時より水力発電を手掛けている電源開発株式会社による発電、である。
ダム堤体工事の材料は、1）ロック部の巨石は、ツブ沼北方の『大森山』から約5Kmの工事用道路を作り、90トン巨大ダンプトラックで運搬し、2）コア部の粘土は、温泉施設ひめかゆ後方の高台『慶存(けいそん)地区』から、約1Kmのベルトコンベアーで運搬し、小砂利とブレンドして一ヶ月ほどおいてから使用し、3）フィルター部の砂利は堤体下流の胆沢川流域の物を使用している。コア材とフィルター材の運搬には55トン＆38トンのダンプトラックが使用された。

## 石淵ダム水没
胆沢ダムの完成により、約2.0km上流にある石淵ダムは胆沢ダム湖に完全に水没することになり、1953年に完成してより60年亘るダムの歴史、日本で最初に施工されたロックフィルダムはその生涯に幕を下ろすことになった。しかし、湖底に沈んでも尚、上流から流れ込む土砂を止める貯砂フィルターダムの役目をして、胆沢ダムの機能保持をする上で、新たな重要な役割を担う事になった。（胆沢ダムの常時水位は、石淵ダム上端より約20mほど上になる）
また、周辺の名所「猿岩隧道」も水没した。ダム湖右岸に渡る道は、ツブ沼キャンプ場で付替国道397号から分かれる新設の付替町道のみになり、ダム湖の最奥の所を新設の二本の橋梁で猿岩後方の対岸に渡る事になる。

## 岩手内陸地震
2008年6月14日の岩手宮城内陸地震により、震源とあまり距離が離れていないこの地域も震度6強の揺れに襲われた。これにより胆沢ダムは、コンクリート造の洪水吐きが大きな損傷を受けた他、堤体本体（進捗率60%）は盛立上部のコアとフィルター部分に亀裂が見つかったが、検査の結果深刻な物ではなく、直に回復できた。また、胆沢川転流トンネルの上流呑み口が二つとも土砂に埋もれ水位が急上昇したが、緊急工事により14日深夜には危機を脱した（この際作業員1名が落石によって死亡）。コア材運搬ベルトコンベアーや原石採取山・運搬路も深刻な損傷を受け工期は大幅に遅れたが、2008年12月の冬季休業までにはかなり遅れを取り戻した。

## 資料館・展望台
胆沢ダムへのアプローチは、国道397号を奥州市水沢から秋田方面に車で30分ほど進むと、進行方向左側に見えてくる。
旧国道397の道沿いにある、建設現場の下流ゲート前には胆沢ダム資料館（AM9-PM4:30：無料)があり、ダムと周辺地域の立体模型・周辺に生息する動植物の写真・先人が遺した堰（せき）の模型が展示されている。ダム左岸、新国道（国道397）沿い、焼石東トンネル直前の管理棟予定地には、展望台(AM9-PM6：トイレ有り)が設けられており、巨大なダムの建設現場や国内最大級の多くの大型工事機械（日曜日は工事は休み）が一望できる。また、2009年までは年に数回程度のダム見学会が実施されていた。（詳細は胆沢ダムホームページ　https://www.thr.mlit.go.jp/isawa/ )

## 計画一時凍結発表と事業継続
2009年9月に成立した鳩山由紀夫内閣による大規模ダム見直し宣言に関連して前原誠司国土交通相が国直轄の48ダムを一時凍結を発表し、胆沢ダムもこの48ダムに含まれていたが、岩手県では「すでに本体工事中の胆沢ダムの事業は継続される」とみており（根拠は不明）、達増拓也知事は「事業を続けることに問題は感じてなかった。当然のこと」と述べ、奥州市の相原正明市長は「本体工事もほぼ終了段階まで進んでおり、ぜひ計画通りに建設されることを望む」とコメントし、2009年内は続行する姿勢を見せた。その後、2009年12月25日、10年度政府予算案が閣議決定され、胆沢ダムには141億円の予算が計上されて、事業が継続された。

## 西松建設受注問題
2009年3月、民主党代表である小沢一郎の資金管理団体が、胆沢ダムの洪水吐き打設工事などを受注していた西松建設から違法献金を受け取っていたとして小沢の公設第一秘書である大久保隆規が政治資金規正法違反容疑で逮捕されている。西松建設側の供述によれば、西松建設を含むJVが工事の一部を受注した際、受注直後脱談合宣言を受けて表立った選挙応援を控えていた同社盛岡営業所長は、大久保秘書から「最近協力的じゃねえじゃねえか。お宅らが取った胆沢ダムは小沢ダムなんだ。今後も協力してくれないと困るよ」と献金を強く要請したとされ、西松建設も「ダム受注のための献金だった」と東京地検特捜部に供述をしている。